# Skrydstrup Bronzealdergård
Skrydstrup Bronzealdergård er et areal umiddelbart syd for virksomheden Grams gamle bygninger i Vojens, hvor der er fundet rester af adskillige huse fra den ældre bronzealder. Museum Sønderjylland undersøgte området i 1993, og fandt fem huse. Det ældste blev opført omkring 2460-2200 f.Kr. og det yngste er 1000 år senere fra ældre bronzealder, dvs. 1290-1060 f.Kr. Især hus 1 og 4 har fået stor opmærksomhed.

## Husene

### Hus 1
Dette hus blev fundet under en mindre gravhøj, som dækkede husets opholdsrum. Bygningen var 30 m langt og lidt over 7 m bredt og opdelt i tre rum: Beboelse mod vest, midterrummet var lade og mod øst fandtes antagelig en stald. På grund af gravhøjen var husets stenbrolagte indgangsparti mod syd bevaret. I huset fandt man en halv, vreden armring af bronze, som kan dateres til slutningen af den ældre bronzealder. Kulstof-14 analyser viser, at huset er fra tiden mellem 1320 og 1220 f.Kr. Det er samtidigt med Skrydstruppigen, som blev begravet i en gravhøj 700 m sydvest for huset.

### Hus 4
Høvdingehallen var et langhus, der var mere end 50 m langt og 10 m bredt. Det er med sine 500 m2 det største hus fra oldtiden, der er udgravet i Sønderjylland. Bygningen var opdelt i tre rum. Mod vest fandtes beboelsen, der var centreret om flere jordovne. Midterrummet var en lade med en næsten 2 m dyb kældergrube. Mod øst fandtes en stald med båse til større og mindre dyr. Kulstof-14 analyser viser at huset var i brug 1500-1330 f.Kr. Det er tydeligvis ikke hvem som helst, der boede her, men antagelig en magtfuld høvdingeslægt. Huset er i dag er markeret med betonpiller.